# Belmont-d’Azergues
Belmont-d’Azergues ist eine französische Gemeinde mit 717 Einwohnern (Stand: 1. Januar 2022) im Département Rhône in der Region Auvergne-Rhône-Alpes. Sie gehört zum Arrondissement Villefranche-sur-Saône und zum Kanton Val d’Oingt. Die Einwohner heißen Belmontois.

## Geographie
Belmont-d’Azergues liegt etwa 15 Kilometer nordwestlich von Lyon.

### Nachbargemeinden
Umgeben wird Belmont-d’Azergues von den Nachbargemeinden Saint-Jean-des-Vignes im Nordosten, Lozanne im Südosten, Châtillon im Südwesten sowie Charnay im Nordwesten.

## Geschichte

### Bevölkerungsentwicklung
| Jahr                       | 1962 | 1968 | 1975 | 1982 | 1990 | 1999 | 2006 | 2012 |
| Einwohner                  | 217  | 348  | 374  | 424  | 509  | 613  | 641  | 628  |
| Quellen: Cassini und INSEE |      |      |      |      |      |      |      |      |